# Julius von Borsody
Pour les articles homonymes, voir Borsody.
Julius von Borsody (né le 8 avril 1892 à Vienne, mort le 18 janvier 1960 à Vienne) est un directeur artistique et décorateur de théâtre et cinéma qui a participé à de nombreuses productions allemandes et autrichiennes.

## Biographie
En sortant de l'académie des beaux-arts de Munich en 1917, il s'intéresse au cinéma. Il commence sa carrière dans les studios de la Sascha-Film à Vienne, mais travaille également jusqu'en 1924 pour d'autres sociétés. Il devient le chef-décorateur du cinéaste expressionniste Paul Czinner pour son film Inferno. Cette immense œuvre lui vaut d'être sollicité par Michael Curtiz et Alexander Korda et de travailler ensemble avec Emil Stepanek et Artur Berger. Il crée le temple de Sodome pour le film Sodome et Gomorrhe dans les studios à Laaer Berg.
En 1925, Julius von Borsody arrive à Berlin. Il reconstitue les vieilles villes de Prusse et de Vienne comme dans Potsdam, das Schicksal einer Residenz de Hans Behrendt ou Berlin Alexanderplatz de Phil Jutzi d'après le roman d'Alfred Döblin. Il fait aussi d'autres décors de films historiques à des périodes différentes comme Danton ou La Vie tendre et pathétique.
Juste avant l'arrivée des nazis, il retourne à Vienne et travaille des films du genre Wiener Film (de) qui se passent principalement dans la capitale vers 1900 : Hohe Schule, G'schichten aus dem Wienerwald, L'Auberge du Cheval-Blanc... Après l'Anschluss, il accepte de travailler surtout avec Wien-Film qui produit de grandes œuvres de propagande comme Shiva und die Galgenblume (de). Il crée quelques fois pour Bavaria Film et les Studios Barrandov. Il continue aussitôt après-guerre avec Der weite Weg. Lorsque le cinéma autrichien se trouve en pleine crise, il participe à de modestes comédies romantiques.
Sa dernière création sera pour le film de son frère Eduard, Skandal um Dodo en 1958.

## Filmographie (sélection)
| - 1919 : Inferno - 1921 : Lucifer - 1921 : Der tote Hochzeitsgast - 1921 : Der Marquis von Bolibar - 1921 : Les chemins de la terreur - 1922 : Sodome et Gomorrhe - 1922 : Die Maske der Schuld (Réalisation) - 1923 : L'Avalanche - 1923 : Le Jeune Medardus - 1924 : Harun al Rashid - 1924 : Die Stadt ohne Juden - 1927 : Potsdam, das Schicksal einer Residenz - 1928 : Théâtre - 1929 : Erotikon - 1929 : Die kleine Veronika - 1930 : Der Tanz ins Glück - 1930 : Les Saltimbanques - 1931 : Danton | - 1931 : Berlin Alexanderplatz (Sur le pavé de Berlin) - 1931 : Ma cousine de Varsovie - 1932 : Stupéfiants - 1933 : La Vie tendre et pathétique - 1933 : Csibi, der Fratz / Früchtchen - 1934 : Hohe Schule - 1934 : Frasquita - 1934 : G'schichten aus dem Wienerwald - 1934 : Der Herr ohne Wohnung - 1935 : Cirque Saran - 1935 : ... nur ein Komödiant (de) - 1935 : Die Pompadour - 1935 : L'Auberge du Cheval-Blanc - 1935 : Vedette hongroise - 1936 : Sa bonne étoile - 1936 : Ernte / Die Julika - 1936 : Der Weg des Herzens - 1938 : Le Mystère de la treizième chaise (de) | - 1938 : Adieu valse de Vienne - 1938 : Le Miroir de la vie - 1939 : Unsterblicher Walzer - 1940 : Le mort qui se porte bien - 1941 : Les Comédiens - 1941 : Entrez dans la danse (de) - 1940 : Les Risque-tout - 1941 : Brüderlein fein - 1942 : Aimé des dieux (Wen die Götter lieben) de Karl Hartl - 1943 : Les femmes ne sont pas des anges - 1945 : Shiva und die Galgenblume (de) - 1946 : Der weite Weg / Schicksal in Ketten - 1948 : Der Herr Kanzleirat (de) - 1948 : Arlberg-Expreß - 1954 : Kaisermanöver - 1955 : La Patronne de la Couronne d'or - 1958 : Skandal um Dodo |